# 陳爔
陳爔（1802年—1850年？），字暘生，號春腴，四川重慶府涪州 (今重慶市涪陵縣）人。清朝政治人物。

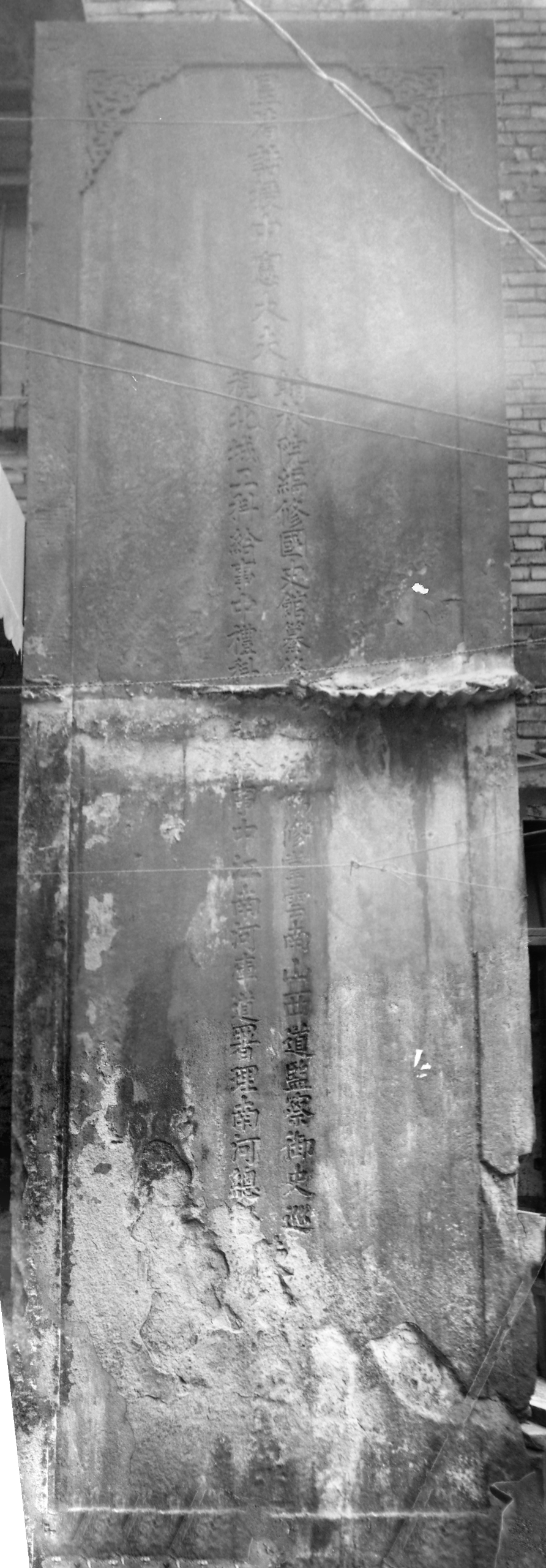
陳爔神道碑

## 生平

### 躋身詞林
道光九年（1829年）舉人，道光十二年（1832年）進士。改翰林院庶吉士，十三年散館授翰林院編修，是年七月因母喪丁憂回籍。

### 任職臺諫
道光十六年（1836年），陳爔服闕，起復故官，任起居注協修、國史館纂修。道光十九年（1839年）二月，大考二等，記名遇缺題奏。賞小卷江紬四件，五月保送御史奉旨記名。十二月奉旨補山西道監察御史，道光二十年（1840年）五月欽派稽查興平倉、九月奉旨巡視北城。道光二十一年（1841年）六月，改雲南道監察御史，次年二月，稽查崇文門稅務，六月陞補工科給事中、十月轉禮科掌印給事中。

### 宦遊江蘇
同年，陳爔發往江蘇以道員差遣委用。署江蘇常鎮通海道，兼管揚州關。歷署江蘇淮海道、江南鹽巡道。道光二十六年（1846年），任江蘇河庫道。河庫稅收銀兩，每年火耗高達數萬，陳爔毫無所取。因丁父憂去職。同官為其資助旅費，回籍奔喪。途中卒於揚州。同治《重修涪州志》有傳。，另據其神道碑，其曾經署理南河總督。